# Circonscription d'Essaouira
La circonscription d'Essaouira est la circonscription législative marocaine de la province d'Essaouira située en région Marrakech-Safi. Elle est représentée dans la Xe législature par Mohamed Malal, Abdellatih El Aidi, Asma Chaabi et Said Id-Baali.

## Historique des députations
| Législature | Début de mandat  | Fin de mandat    | Députés élus | Députés élus         | Députés élus | Députés élus             | Députés élus | Députés élus            | Députés élus | Députés élus        |
| ----------- | ---------------- | ---------------- | ------------ | -------------------- | ------------ | ------------------------ | ------------ | ----------------------- | ------------ | ------------------- |
| IXe         | 26 novembre 2011 | 7 octobre 2016   |              | Mohamed Malal (USFP) |              | Mohamed Jinni (RNI)      |              | Mouhssine Chaabi (PEDD) |              | Mohamed Sabhi (PI)  |
| Xe          | 8 octobre 2016   | 8 septembre 2021 |              | Mohamed Malal (USFP) |              | Abdellatih El Aidi (PJD) |              | Asma Chaabi (PAM)       |              | Said Id-Baali (PPS) |
| XIe         | 9 septembre 2021 | ?                |              | Mohamed Malal (USFP) |              | Mohamed Jinni (RNI)      |              | Aziz El Fidi (PI)       |              | Said Id-Baali (PPS) |

## Historique des élections

### Découpage électoral d'octobre 2011

#### Élections de 2016
| Parti       | Parti                                         | Voix    | %      | Député(s) élus     |  |
| ----------- | --------------------------------------------- | ------- | ------ | ------------------ |  |
|             | Parti de la justice et du développement (PJD) | 16 613  | 18,73  | Abdellatih El Aidi |  |
|             | Union socialiste des forces populaires (USFP) | 16 309  | 18,38  | Mohamed Malal      |  |
|             | Parti du progrès et du socialisme (PPS)       | 14 875  | 16,77  | Said Id-Baali      |  |
|             | Parti authenticité et modernité (PAM)         | 14 392  | 16,22  | Asma Chaâbi        |  |
|             | Rassemblement national des indépendants (RNI) | 10 314  | 11,63  |                    |  |
|             | Parti de l'Istiqlal (PI)                      | 8 566   | 9,66   |                    |  |
|             | Mouvement populaire (MP)                      | 5 160   | 5,82   |                    |  |
|             | Fédération de la gauche démocratique (FGD)    | 916     | 1,03   |                    |  |
|             | Mouvement démocratique et social (MDS)        | 831     | 0,94   |                    |  |
|             | Union constitutionnelle (UC)                  | 574     | 0,65   |                    |  |
|             | Parti du centre social (PCS)                  | 164     | 0,18   |                    |  |
|             |                                               |         |        |                    |  |
| Inscrits    | Inscrits                                      | 200 620 | 100,00 |                    |  |
| Abstentions | Abstentions                                   | 111 906 | 55,78  |                    |  |
| Exprimés    | Exprimés                                      | 88 714  | 44,22  |                    |  |

#### Élections de 2021
| Parti       | Parti                                               | Voix    | %      | Députés élus  |  |
| ----------- | --------------------------------------------------- | ------- | ------ | ------------- |  |
|             | Union socialiste des forces populaires (USFP)       | 34 343  | 24,17  | Mohamed Malal |  |
|             | Rassemblement national des indépendants (RNI)       | 30 553  | 21,50  | Mohamed Jinni |  |
|             | Parti de l'Istiqlal (PI)                            | 23 092  | 16,25  | Aziz El Fidi  |  |
|             | Parti du progrès et du socialisme (PPS)             | 22 178  | 15,61  | Said Id-Baali |  |
|             | Parti authenticité et modernité (PAM)               | 21 209  | 14,93  |               |  |
|             | Parti des Néo-Démocrates (PND)                      | 3 675   | 2,59   |               |  |
|             | Parti de la justice et du développement (PJD)       | 2 003   | 1,41   |               |  |
|             | Alliance de la fédération de gauche (AGD)           | 1 383   | 0,97   |               |  |
|             | Parti de la liberté et de la justice sociale (PLJS) | 840     | 0,59   |               |  |
|             | Parti marocain libéral (PML)                        | 671     | 0,47   |               |  |
|             | Mouvement populaire (MP)                            | 563     | 0,40   |               |  |
|             | Parti de l'Espoir (PE)                              | 381     | 0,27   |               |  |
|             | Mouvement démocratique et social (MDS)              | 369     | 0,26   |               |  |
|             | Parti de la société démocratique (PSD)              | 344     | 0,24   |               |  |
|             | Parti du centre social (PCS)                        | 319     | 0,22   |               |  |
|             | Front des forces démocratiques (FFD)                | 176     | 0,12   |               |  |
|             |                                                     |         |        |               |  |
| Inscrits    | Inscrits                                            | 214 360 | 100,00 |               |  |
| Abstentions | Abstentions                                         | 72 261  | 33,71  |               |  |
| Exprimés    | Exprimés                                            | 142 099 | 66,29  |               |  |